# Mario Calosi
Mario Calosi (Barberino Val d'Elsa, 17 luglio 1944) è un ex calciatore italiano, di ruolo difensore.

## Carriera
Mario Calosi giocava a calcio fin da piccolo con i suoi amici e il suo fratello Ivano. Essendo parte di una famiglia benestante, fu il primo a introdurre nel piccolo centro toscano il pallone di cuoio. Fu lanciato dall'Empoli e successivamente militò in Serie A con le maglie di Fiorentina, L.R. Vicenza e Napoli. Comunque il club a cui fu più legato resta il Vicenza, in cui giocò con il ruolo di libero. Ricordato nelle memorie dei vicentini e del suo paese quando la squadra bianco-rossa esordiva in Serie A. Fu uno dei pochi giocatori italiani ad avere l'onore di marcare Pelé, in un'amichevole con i Santos.